# 나요로고등학교역
나요로고등학교역(일본어: 名寄高校駅)은 일본 홋카이도 나요로시에 있는 홋카이도 여객철도 소야 본선의 역이다. 역 번호는 W47이며, 단선 승강장 1면 1선의 구조를 지닌 지상역이다.
1956년 9월 20일에 히가시후렌역(일본어: 東風連駅)이라는 이름으로 개업했다. 2022년 3월 12일에 왓카나이역 방면으로 1.5km 정도 이설되면서 나요로고등학교역으로 이름을 바꿨다.

## 역 주변
- 국도 제40호선

## 인접 정차역
| 홋카이도 여객철도 소야 본선 | 홋카이도 여객철도 소야 본선 | 홋카이도 여객철도 소야 본선 |
| --------------------------- | --------------------------- | --------------------------- |
| W46 후렌 아사히카와 방면    | ■ 소야 본선                 | 나요로 W48 왓카나이 방면    |